# محمود اورهان
محمود اورهان (ترکی استانبولی: Mahmut Orhan؛ ۱۱ ژانویهٔ ۱۹۹۳) دی‌جی و تهیه‌کنندهٔ موسیقی اهل ترکیه است. اورهان در ۱۵ سالگی کار موسیقی را در بورسا آغاز کرد و در نهایت در سال ۲۰۱۱ به استانبول رفت تا در باشگاه شبانهٔ «ببک» مشغول به کار شود. او نخستین موفقیت بین‌المللی خود را در سال ۲۰۱۵ با قطعهٔ بی‌کلام «عصر احساسات» تجربه کرد.